# Senostoma apicale
Senostoma apicale là một loài ruồi trong họ Tachinidae.